# Хребет Менделєєва
80° пн. ш. 178° зх. д. / 80° пн. ш. 178° зх. д.

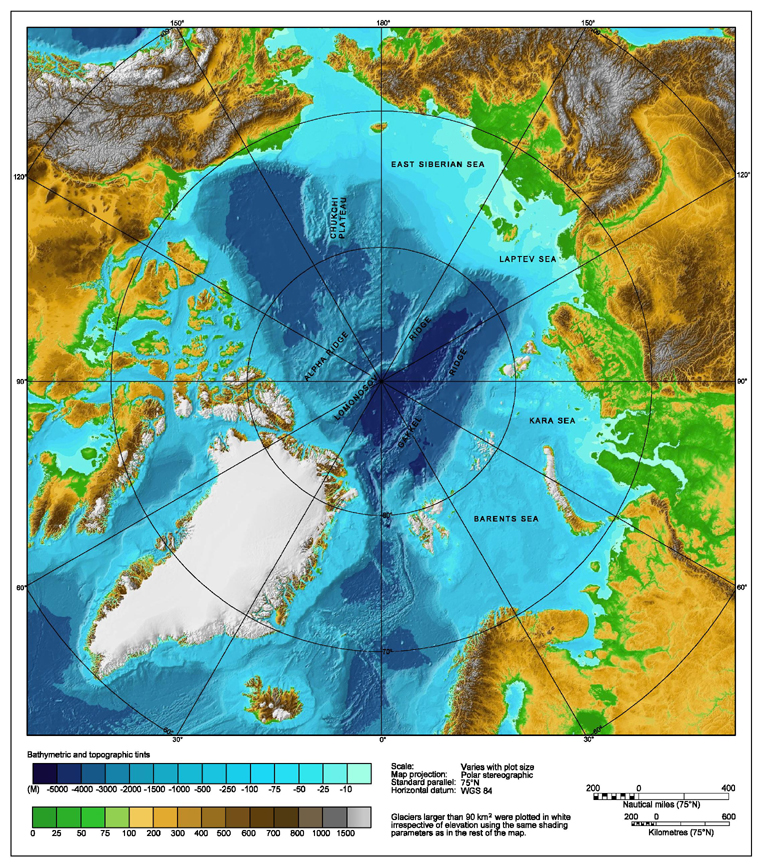
Рельєф дна Північного Льодовитого океану

Хребет Менделєєва — підводне гірське пасмо у центральній частині Північного Льодовитого океану. Простягається на 1500 км від острова Врангеля до центральної частини хребта Ломоносова. Відкритий у 1949 році радянською високоширотною повітряною експедицією та названий на честь Д. І. Менделєєва. Назва «Хребет Менделєєва» збереглась лише за тією частиною підводного хребта, що лежить в російському секторі Арктики, іншу частину називають підняттям Альфа (назва американської дрейфуючої арктичної станції). Схили хребта більш пологі й менш розчленовані ніж у хребта Ломоносова.